# Салют, друзья!
«Салют, друзья́!» (исп. Saludos Amigos, также «Привет, друзья!») — мультипликационный фильм, спродюсированный Уолтом Диснеем и выпущенный RKO Radio Pictures. Является шестым «классическим» полнометражным мультфильмом созданным студией «Walt Disney Productions», и так как его продолжительность составляет 42 минуты, среди них является самым коротким. «Салют, друзья!» первый из шести «пакетных» мультфильмов, созданных студией Диснея в 1940-е годы.
Действие мультфильма разворачивается в Латинской Америке и состоит из четырёх сегментов. В двух из них участвует Дональд Дак и в одном — Гуфи. В последнем сегменте впервые появляется новый диснеевский персонаж — бразильский попугай Жозе Кариока.
Премьера мультфильма состоялась 24 августа 1942 года в Рио-де-Жанейро; в США он был выпущен 6 февраля 1943 года. Его успех сподвиг на создание ещё одного мультфильма о Латинской Америке — «Три кабальеро», который вышел спустя два года, после «Салют, друзья!».

## Сегменты
- Lake Titicaca — американский турист Дональд Дак, посещает озеро Титикака и встречается с местными жителями и упрямой ламой.
- Pedro — Педро, маленький самолёт из Чили, участвует в своём первом полёте, для того чтобы доставить почту из Мендосы. Данный сегмент был выпущен как самостоятельная короткометражка 13 мая 1955 года студией RKO Pictures[4].
- El Gaucho Goofy — американский ковбой Гуфи оказывается в аргентинских пампасах, чтобы научиться быть гаучо. В этом сегменте позже была удалена сцена, в которой Гуфи курит сигарету. Данная отредактированная версия вышла в изданиях «Gold Classic Collection» и «Classic Caballeros Collection»[5][6]. Полный несокращённый фильм доступен в качестве бонуса на DVD-релизе фильма «Walt & El Grupo»[7].
- Aquarela do Brasil — в финальном сегменте появляется новый персонаж — попугай Жозе Кариока, который показывает Дональду Южную Америку и знакомит его с самбой, под мелодии «Brazil» и «Tico-Tico no Fubá».

## В ролях
- Фред Шилдс — рассказчик
- Хосе Оливьера — Джо Кариока
- Пинто Колвиг — Гуфи
- Уолт Дисней — самого себя
- Кларенс Нэш — Дональд Дак
- Фрэнк Томас — самого себя

## Создание фильма
В начале 1941 года, до вступления США во Вторую мировую войну, департамент Соединенных Штатов поручил Диснею возглавить тур доброй воли по Южной Америке. Там он должен был создать фильм, который будет показан в США, Центральной и Южной Америке как часть политики добрососедства. Дисней был выбран для этого, потому что несколько правительств Латинской Америки имели тесные связи с нацистской Германией, а правительство США хотело противодействовать этим связям. Микки Маус и прочие диснеевские персонажи были очень популярны в Латинской Америке, поэтому Уолт Дисней должен был выступить в качестве посла. В тур, при содействии Нельсона Рокфеллера, отправились Дисней и группа примерно из двадцати композиторов, художников, техников и т. д. Они посетили Бразилию и Аргентину, а также Чили и Перу.
Мультфильм включает в себя документальные съёмки, в которых показаны современные латиноамериканские города с небоскрёбами и модно одетыми жителями. Это удивило многих современных зрителей США, ассоциирующих подобный образ жизни только с Штатами и Европой, и способствовало изменению их впечатления о Латинской Америке. Киноисторик Альфред Чарльз Ричард младший отметил, что «Салют, друзья!» сделал больше для закрепления общности интересов между народами Америки за несколько месяцев, чем государственный департамент за пятьдесят лет".
Фильм также вдохновил чилийского художника René Ríos Boettiger на создание Кондорито, ставшего одним из самых известных мультипликационных персонажей Латинской Америки.

## Саундтрек
Музыка для мультфильма была написана Эдвардом Х. Пламбом, Полом Дж. Смитом и Чарльзом Уолкоттом. Заглавная песня, «Saludos Amigos», была написана Чарльзом Уолкоттом и Недом Вашингтоном. В фильме также фигурирует песня «Aquarela do Brasil», написанная популярным бразильским композитором Ари Баррозу и исполненная А. де Оливейрой, и инструментальная версия «Tico-Tico no Fubá», написанная Zequinha de Abreu. «Aquarela do Brasil» была написана и впервые исполнена в 1939 году, но не добилась первоначального успеха. Однако после её появления в этом фильме песня стала международным хитом.
Саундтрек фильма был впервые выпущен Decca Records в 1944 году в качестве трёх 78rpm синглов.

## Номинации
На церемонии «Оскар» за 1943 год, «Салют, друзья!» был номинирован в трёх категориях.
| Категория                     | Результат   |
| ----------------------------- | ----------- |
| Лучшая музыка                 | Номинирован |
| Лучшая песня «Saludos Amigos» | Номинирован |
| Лучший звук                   | Номинирован |

## Издания
- 1995 (Laserdisc — Exclusive Archive Collection)
- 2 мая 2000 (VHS и DVD — Walt Disney Gold Classic Collection)[12]
- 29 апреля 2008 (DVD — Classic Caballeros Collection)
- 30 ноября 2010 (в качестве бонуса с «Walt & El Grupo» на DVD)[7]